# Festetics Andor (színművész)
Tolnai gróf Festetics Andor (Dunaharaszti, 1857. november 26. – Dunaharaszti, 1929. március 25.) magyar színész, színházigazgató, író, műfordító.

## Életpályája
Egyetemi tanulmányai mellett végezte el a Színművészeti Akadémiát 1880-ban. Kolozsváron kezdte színészi pályáját 1880-1884 között. Ezután 2 évig (1884-1886) Kassán szerepelt. 1886-ban Nyíregyházán illetve Szegeden játszott, ahol Tolnai Andor néven lépett fel. 1887-től a budapesti Nemzeti Színház színésze és titkára, 1894-től igazgatóhelyettese, 1896-tól 1900-ig igazgatója, majd a vidéki színészet országos felügyelője volt.

## Munkái
Főként szerelmes és társalgási szerepeket játszott. A vidéki színészet rendezője. Sokat tett színpártoló egyletek, színügyi bizottságok kialakításában és támogatásában. Színdarabokat írt és fordított, versei, tárcái jelentek meg különféle újságokban. Az Országos Színészegyesület dísztagja, s 1909-től a Nemzeti Színház örökös tagja.

## Szerepei
- Basilio (Beaumarchais: Figaro házassága)
- Carlo (Sardou: Rabagas)
- Gratignan Adhemar (Sardou–Najac: Váljunk el!)

## Művei
- Kiadó lakás (1888)
- Új szomszédság (1891)